# 2012 у праві
Ця стаття присвячена головним подіям у галузях правотворчості, правосуддя, правозастосування та юриспруденції в 2012 році.

## Події у світі
- 12 січня — Уряд М'янми та повстанці з Каренського національного союзу підписали угоду про припинення вогню[1]. Карени є однією з найчисельніших етнічних меншин М'янми і понад півстоліття чинили збройний опір центральній владі.
- 19 січня — Міністерство юстиції США закрило файл-хостинг Megaupload.com і порушило кримінальні справи проти його власників та інших осіб. Наступного дня митниця Гонконгу заморозила більше 300 мільйонів гонконгських доларів (39 мільйонів доларів США) в активах, що належать компанії.
- 22 січня — На плебісциті громадяни Хорватії висловилися за приєднання до Євросоюзу[2].
- 25 січня — Голова Вищої військової ради Єгипту маршал Хусейн Тантаві відмінив режим надзвичайного стану, введений колишнім президентом Хосні Мубараком 31 рік тому.
- 1 лютого — Єврокомісія заблокувала злиття біржових груп Deutsche Boerse (оператор Франкфуртської фондової біржі) і NYSE Euronext (оператор Нью-Йоркської фондової біржі)[3]. В результаті угоди мав бути створений найбільший у світі біржовий оператор.
- 18 лютого — У Латвії на референдумі громадяни проголосували проти визнання російської мови другою державною[4].
- 26 лютого — У Сирії пройшов референдум про схвалення нової конституції, у якій вводиться багатопартійність. «Так» проголосували 89.4 % при явці 57.4 %.
- 1 березня — Утворена багатонаціональна юридична фірма зі штаб-квартирою в Гонконзі King & Wood Mallesons[en].
- 9 березня — Уряд Греції отримав згоду більшості своїх приватних кредиторів на обмін боргових зобов'язань, що передбачає списання інвесторами 74 % вкладень в грецькі борги і дозволить країні уникнути дефолту. Це найбільша в історії реструктуризація суверенного боргу.

- 26 березня — Ізраїль перервав відносини з Радою ООН з прав людини, котра засудила розширення ізраїльських поселень на Західному березі та в Східному Єрусалимі[5][6].
- 17 квітня — Президент Аргентини Крістіна де Кіршнер оголосила намір націоналізувати найбільшу нафтову компанію країни YPF, 57 % якої належало іспанській Repsol[7][8].
- 1 травня — Президент Болівії Ево Моралес підписав декрет про націоналізацію місцевого підрозділу іспанської енергокомпанії Red Electrica Espanola — Transportadora de Electricidad SA (TDE)[9][10].
- 2 травня — Європейський суд (ЄС) виніс рішення, що мови програмування та можливості комп'ютерних програм не можуть бути віднесені до категорії інтелектуальної власності і не підпадають під захист копірайту[11].
- 18 травня — Верховний суд РФ ліквідовував Об'єднання українців Росії.
- 23 травня — Європарламент ухвалив запровадження загальноєвропейського податку на фінансові транзакції[12]; аби резолюція перетворилася на закон, необхідно, щоб її ухвалили усі 27 країн ЄС (23 жовтня податок підтримала Єврокомісія).
- 29 травня — 23-й голова Верховного суду Філіппін Ренато Корона підданий імпічменту і визнаний винним у приховуванні статків.
- 31 травня — Ірландія на референдумі підтримала бюджетний пакт ЄС.
- 1 червня — У Єгипті припинив діяти закон про надзвичайний стан, прийнятий у 1981 після вбивства президента Анвара Садата[13].
- 14 червня — Напередодні президентських виборів у Єгипті Вищий конституційний суд анулював результати виборів третини депутатів Народного зібрання (нижньої палати парламенту) через невідповідність закону про вибори парламенту положенням Конституційної декларації, парламент Єгипту з моменту публікації цього рішення втратив свої повноваження[14].
- 27 червня — За низкою справ щодо придушення конкуренції, що тягнуться від 1998 року, Європейський суд (ЄС) затвердив для компанії Microsoft штраф у розмірі 1,64 млрд євро, що є рекордом в історії європейських антимонопольних розглядів[15][16].
- 1 липня — На референдумі в Ліхтенштейні відкинута пропозиція заборонити князю накладати вето на закони, схвалені референдумом.
- 20 липня — Президент РФ Володимир Путін підписав прийнятий Державною Думою Закон про іноземних агентів, який вимагає від неприбуткових організацій, які отримують іноземні пожертвування, декларувати себе як іноземних агентів.
- 29 липня — На референдумі в Румунії[en] 88.70 % громадян висловилися за імпічмент президента Траяна Бесеску. Незважаючи на це, волевиявлення було визнане недійсним через низьку явку (46.24 %).
- 16 серпня — Джуліану Ассанжу надано політичний притулок у посольстві Еквадору в Лондоні в той час, як Верховний суд Великої Британії розглядав справу за зверненням шведської прокуратури. Справа стосується екстрадиції Ассанжа до Швеції для продовження розслідування обвинувачень у вчиненні сексуальних злочинів (див. Assange v Swedish Prosecution Authority[en]).
- 22 серпня — Після 18 років перемовин Росія офіційно стала 156-ю державою учасницею Світової організації торгівлі[17].
- 31 серпня — Високий суд Англії та Уельсу постановив рішення про відмову в позові у справі Березовський проти Абрамовича[en].
- 27 вересня — Утворений Європейський стабілізаційний механізм. Він має забезпечити державам-членам єврозони миттєвий доступ до програм фінансової допомоги з максимальною кредитною здатністю 500 мільярдів євро.
- 4 жовтня — Парламент Туреччини дозволив армії проводити операції на території Сирії[18].
- 14 жовтня — На референдумі більшість литовських виборців проголосувала проти будівництва нової АЕС у країні (2012 Lithuanian nuclear power referendum[en]).
- 15 жовтня — Між урядом Сполученого Королівства та урядом Шотландії укладена Единбурзька угода[en] про умови майбутнього референдуму про незалежність Шотландії.
- 20 жовтня — Незобов'язуючий конституційний референдум в Ісландії[en]. Громадяни підтримали запропоновані шість пропозицій щодо конституційного устрою.
- 6 листопада — Референдум про статус Пуерто-Рико[en]. Пуерториканцям поставлено питання, чи хочуть вони збереження поточного статусу своєї країни (асоційована держава з США), або хочуть змінити його. Жителі висловилися за зміну політичного статусу архіпелагу (54 %). Також 61,9 % опитаних підтримали входження Пуерто-Рико до складу США.
- 4 грудня — Набрала чинності прийнята 25 жовтня Директива ЄС про енергоефективність[en].
- 5 грудня — Єврокомісія оштрафувала найбільших світових виробників електроніки Philips, LG, Panasonic, Samsung, Toshiba, Technicolor на рекордні 1,47 млрд євро за картельну змову з 1996 по 2006 роки[19].
- 14 грудня — Президент США Барак Обама підписав Акт Магнітського — закон що містить перелік російських чиновників, причетних до шахрайств, переслідувань та порушень прав людини, зокрема пов'язаних зі справою компанії «Hermitage Capital Management» та смертю російського адвоката Сергія Магнітського.

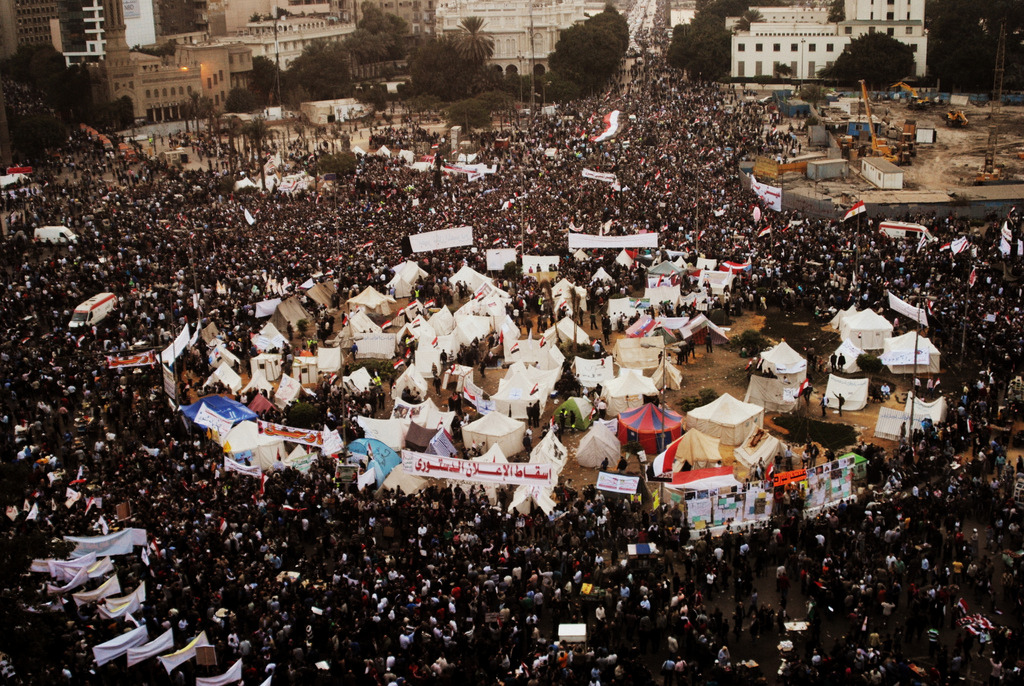
Демонстранти проти президента Мурсі на площі Тахрір у Каїрі 27 листопада 2012

- 15 та 22 грудня — Єгиптяни на референдумі[en] підтримали конституцію[en], запропоновану партією «Брати-мусульмани»[20] (діяла до 2014).
- 28 грудня — Президент РФ Володимир Путін підписав прийнятий Державною Думою «Закон Діми Яковлєва», що забороняє громадянам США всиновлювати російських дітей-сиріт.

## Міжнародні документи
- 2 березня — 26 держав (ЄС + Хорватія) підписали Європейський фіскальний пакт. Вступив у дію 1 січня 2013.
- 14 квітня — Резолюція Ради Безпеки Організації Об'єднаних Націй 2042[en]. Відправлення до 30 беззбройних військових спостерігачів до Сирії для контролю за дотриманням угоди про припинення вогню. Прийнята одноголосно.
- 21 квітня — Резолюція Ради Безпеки Організації Об'єднаних Націй 2043[en]. Створення Місії з нагляду за реалізацією мирного плану Кофі Аннана для Сирії під час громадянської війни. Прийнята одноголосно.
- 25 квітня — 14 держав підписали в Лондоні Конвенцію про надання продовольчої допомоги[en].
- 24 червня — 64 держави підписали Пекінський договір про аудіовізуальні виконання[en].
- 27 липня — «Майбутнє, якого ми хочемо» — підсумковий документ Конференції ООН зі сталого розвитку Ріо+20.
- 19 вересня — Резолюція Ради Безпеки Організації Об'єднаних Націй 2068[en]. Рада Безпеки висловила готовність увести санкції проти збройних формувань, які порушують права дітей, включаючи жорстоке поводження з дітьми та використання дітей як солдатів.
- 12 жовтня — Резолюція Ради Безпеки Організації Об'єднаних Націй 2071[en]. Стосується конфлікту в Північному Малі. Прийнята одноголосно.

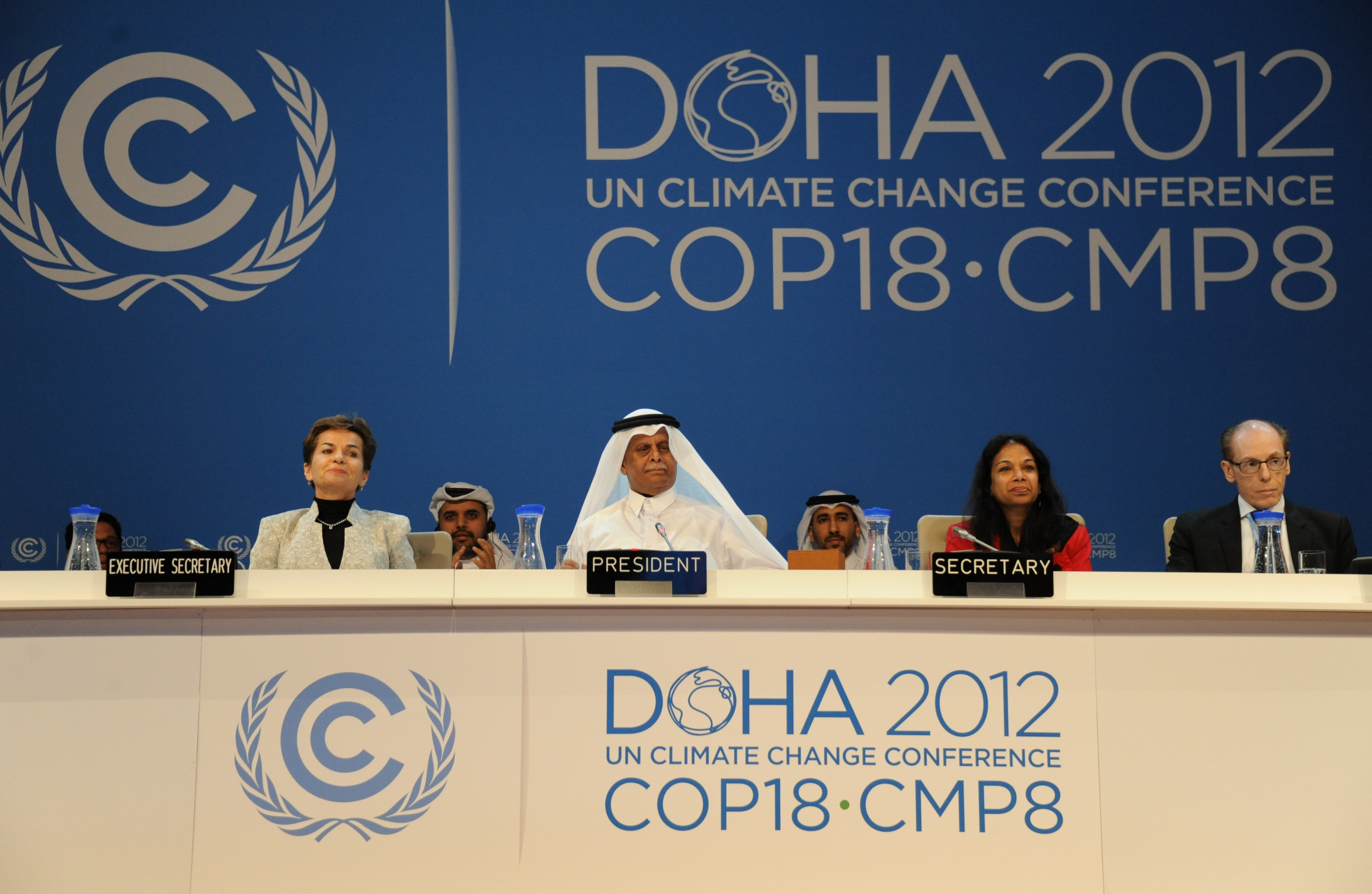
Конференція ООН з питань зміни клімату. Доха, 8 грудня 2012

- 8 грудня — Конференція ООН зі зміни клімату в столиці Катару, місті Доха, прийняла пакет рішень «Дохійський кліматичний портал» (Doha Climate Gateway), який продовжує дію Кіотського протоколу[21].
- 19 грудня — Хартія Співдружності Націй прийнята 53-ма членами Британської Співдружності. Підписана королевою Єлизаветою II 11 березня 2013.
- 20 грудня — Резолюція Ради Безпеки Організації Об'єднаних Націй 2085[en]. Уповноваження розгорнути міжнародну африканську місію з підтримки Малі (AFISMA[en]). Прийнята одноголосно.
- 31 грудня — Закінчився перший період зобов'язань за Кіотським протоколом.

## Право України

### Події

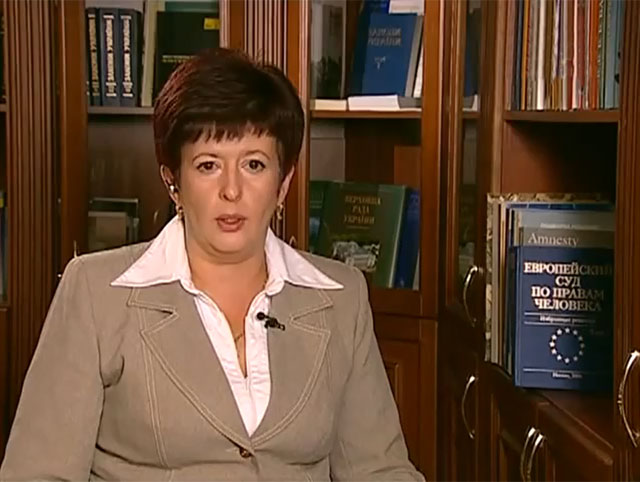
Валерія Лутковська

- протягом року — Кримінальне переслідування соратників Юлії Тимошенко. Резолюції Європарламенту, ПАРЄ, ОБСЄ. Справи Юлії Тимошенко. Справа Юрія Луценка.
- 8 квітня — Шлюбний вік для жінок збільшився із сімнадцяти до вісімнадцяти років[22].
- 9 квітня — Затверджений Регламент Пленуму Верховного Суду України (діяв до 24.04.2015).

- 24 квітня — Валерія Лутковська обрана Уповноваженим Верховної Ради України з прав людини.
- 27 квітня — Перший теракт в Україні: впродовж години в центрі Дніпропетровська сталося чотири вибухи бомб у сміттєвих урнах вздовж проспекту Карла Маркса. Злочин не розкрито.
- 25 травня — На рівні омбудсмена запрацював Національний превентивний механізм[23].
- 18 липня — Народним депутатом від фракції Партії регіонів Віталієм Журавським зареєстрований скандальний законопроєкт про наклеп, що мав на меті введення кримінальної відповідальності за поширення завідомо неправдивої інформації. Пройшов перше читання, викликав гучну реакцію та протидію, знятий 2 жовтня. Див. також Вікіпедія:Закон про наклеп.
- 25 липня — Кабінет Міністрів створив Державний земельний банк (ліквідований 2016 р.)[24].
- серпень — Низка місцевих рад почали надавати статус регіональної російській мові відповідно до прийнятого Закону «Про засади державної мовної політики».
- 1 серпня — Почалося впровадження відеоконференцій під час проведення судових засідань[25].
- 28 жовтня — В Україні відбулися вибори до Верховної Ради.
- 19 листопада — Набрав чинності Кримінальний процесуальний кодекс України[26].
- 27 листопада — Центральний районний суд міста Миколаєва виніс вирок у резонансній справі Оксани Макар: трьом вбивцям дали довічне ув'язнення, 15 і 14 років позбавлення волі. В подальшому вирок залишений у силі.
- 3 грудня — Перший уряд Миколи Азарова відправлений у відставку[27].
- 13 грудня — Верховна Рада 7-го скликання обрала своїм головою Володимира Рибака і затвердила прем'єром Миколу Азарова.
- 15 грудня — Загадкове і жорстоке вбивство харківського судді Володимира Трофімова та членів його родини. Не розкрите.
- 16 грудня — Вступила в дію заборона куріння в громадських місцях[28].
- 30 грудня — Президент України Віктор Янукович скасував День Свободи, що був встановлений як свято з 2005 року.

### Міжнародні договори України
- 30 березня — Україна та Євросоюз на рівні глав переговорних делегацій парафували Угоду про асоціацію, яка передбачає створення зони вільної торгівлі і спрощення візового режиму[29].
- 16 травня — Верховна Рада ратифікувала Угоду між Україною та Організацією Об'єднаних Націй про виконання вироків, винесених Міжнародним кримінальним трибуналом для колишньої Югославії, підписану 7 серпня 2007 року у м. Гаазі[30].
- 6 червня — Верховна Рада ратифікувала з заявами Конвенцію про міжнародні майнові права на рухоме обладнання[en] та Протокол до неї, вчинені 16 листопада 2001 року в м. Кейптауні[31].
- 7 червня — Верховна Рада ратифікувала Конвенцію Ради Європи про підроблення медичної продукції та подібні злочини, що загрожують охороні здоров’я[en], підписану від імені України 28 жовтня 2011 року у м. Москві[32].
- 20 червня:
  - Верховна Рада ратифікувала з заявами Конвенцію Ради Європи про захист дітей від сексуальної експлуатації та сексуального насильства, підписану від імені України 14 листопада 2007 року у м. Страсбурзі[33].
  - Верховна Рада ратифікувала з заявою та застереженням Угоду СНД про порядок передачі зразків наркотичних засобів, психотропних речовин та їх прекурсорів, підписану 18 жовтня 2011 року у м. Санкт-Петербурзі[34].
- 19 липня — У Брюсселі відбулось парафування Угоди про асоціацію між Україною та ЄС в частині положень щодо створення зони вільної торгівлі.
- 30 липня — Верховна Рада ратифікувала Договір СНД про зону вільної торгівлі, вчинений 18 жовтня 2011 року в м. Санкт-Петербурзі[35].
- 16 жовтня:
  - Верховна Рада ратифікувала Угоду про вільну торгівлю між Урядом України та Урядом Чорногорії, підписану 18 листопада 2011 року в м. Києві[36].
  - Україна приєдналася до Конвенції про розробку Європейської фармакопеї, вчиненої 22 липня 1964 року у м. Страсбурзі[37].
  - Україна приєдналася з заявами до Угоди про міжнародні нерегулярні перевезення пасажирів автобусами (Угода INTERBUS), вчиненої 30 червня 2001 року у м. Брюсселі[38].

### Найпомітнішізакони
- 12 січня — Про професійний розвиток працівників[39]
- 23 лютого — Про систему гарантування вкладів фізичних осіб[40]
- 13 березня — Митний кодекс України[41]
- 22 березня:
  - Про охоронну діяльність[42]
  - Про розвиток та державну підтримку малого і середнього підприємництва в Україні[43]
  - Про громадські об'єднання[44]
- 13 квітня — Кримінальний процесуальний кодекс України[26]
- 17 травня:
  - Про морські порти України[45]
  - Про правила етичної поведінки (Втратив чинність 26.04.2015)[46]
- 24 травня — Про присвоєння юридичним особам та об'єктам права власності імен (псевдонімів) фізичних осіб, ювілейних та святкових дат, назв і дат історичних подій[47]
- 5 червня — Про гарантії держави щодо виконання судових рішень[48]
- 21 червня:
  - Про ціни і ціноутворення[49]
  - Про індустріальні парки[50]
- 22 червня — Про організації роботодавців, їх об'єднання, права і гарантії їх діяльності[51]
- 3 липня — Про засади державної мовної політики (Визнаний неконституційним 28 лютого 2018)[52]
- 5 липня:
  - Про адвокатуру та адвокатську діяльність[53]
  - Про екстрену медичну допомогу[54]
  - Про інститути спільного інвестування[55]
  - Про зайнятість населення[56]
  - Про благодійну діяльність та благодійні організації[57]
- 6 липня — Про депозитарну систему України[58]
- 6 вересня:
  - Про державні лотереї в Україні[59]
  - Про засади запобігання та протидії дискримінації в Україні[60]
  - Про адміністративні послуги[61]
- 18 вересня — Про аквакультуру[62]
- 2 жовтня — Кодекс цивільного захисту України[63]
- 6 листопада:
  - Про всеукраїнський референдум (Визнаний неконституційним 26.04.2018)[64]
  - Про аграрні розписки[65].

### ОсновнірішенняКонституційного Суду
- 20 січня — Тлумачення понять «інформація про особисте та сімейне життя особи» та «втручання в особисте та сімейне життя»[66].
- 25 січня — Тлумачення повноважень держави встановлювати зміст та обсяг соціальних виплат залежно від її соціально-економічних можливостей[67].
- 22 лютого — Тлумачення моменту початку тримісячного строку на звернення працівника до суду для вирішення трудового спору[68].
- 13 березня — Справа про заборону розірвання договорів інвестування житлового будівництва[69].
- 5 квітня — Справа про висування кандидатів у народні депутати України за змішаної виборчої системи[70].
- 12 квітня — Справа про рівність сторін судового процесу, у тому числі засуджених осіб[71].
- 18 квітня — Справа щодо незастосування кваліфікуючої ознаки «працівник правоохоронного органу» до працівника державної виконавчої служби[72].
- 30 травня — Справа про законодавчу ініціативу: неконституційність обмеження народних депутатів України у праві вносити законопроєкти про денонсацію міжнародних договорів[73].
- 3 липня — Тлумачення скороченого строку позовної давності в один рік: до яких вимог він застосовується[74].
- 11 липня — Справа про обрання Голови Верховної Ради України[75].
- 19 вересня — Статутний капітал та майно приватного підприємства є об'єктом права спільної сумісної власності подружжя[76].

## Померли
- 15 січня — Мануель Фрага Ірібарне, іспанський політичний діяч, вчений-юрист. Професор конституційного права та теорії держави.
- 6 квітня — Побірченко Ігор Гаврилович, правознавець та громадський діяч, доктор юридичних наук, професор, заслужений діяч науки і техніки України, академік Національної академії правових наук України, організатор і почесний президент Міжнародного комерційного арбітражного суду при Торгово-промисловій палаті України.
- 12 квітня — Болотіна Нінель Борисівна, правознавець, кандидат юридичних наук, доцент. Фахівець з трудового права, права соціального забезпечення, медичного права.
- 24 липня — Джон Атта Міллс, президент Гани з 2009 до 2012 року, вчений-юрист.
- 12 вересня — Крістофер Стівенс, американський дипломат, юрист.
- 15 грудня — Трофімов Володимир Сергійович, суддя і голова Фрунзенського районного суду міста Харкова. (Див. Убивство харківського судді).
- 19 грудня — Роберт Борк, в.о. генерального прокурора США (1973—1974).